# DKW Junior
De DKW Junior was een compacte auto van de Duitse fabrikant Auto Union. De auto, met een watergekoelde driecilinder tweetaktmotor en voorwielaandrijving werd geproduceerd in de nieuwe DKW-fabriek in Ingolstadt, waarvoor de eerste steen werd gelegd in juli 1958. Ongeveer 240.000 DKW's Junior en Junior de Luxe werden verkocht in de bijna vierjarige bouwperiode tot 1963. 

## Geschiedenis
Op de Internationale Automobilausstellung in 1957 toonde DKW een prototype met een 660 cm³ tweecilindermotor onder de naam DKW 600. Behalve de motor leek hij op de latere DKW Junior. De serieproductie van de DKW Junior begon in augustus 1959. 
Rond 1960 was de DKW Junior een van de weinige automodellen met een tweetaktmotor. Zijn driecilinder lijnmotor met 750 cm³ en 34 pk (25 kW) was vóór de vooras gemonteerd. De radiateur en de volledig gesynchroniseerde vierversnellingsbak stonden erachter. De voor tweetaktauto's kenmerkende vrijloop was niet beschikbaar op de DKW Junior. De krukas was viermaal gelagerd, de cilinders waren van gietijzer en de motor had thermosifonkoeling met een thermostaat. Elke cilinder had een afzonderlijk ontstekingssysteem, dus de motor had drie contactpunten en drie bobines aan de dynamo die boven de cilinders was geplaatst. De aandrijfassen van de auto hadden homokinetische koppelingen aan de buitenkant van de wielen en kruiskoppelingen aan de binnenkant aan de versnellingsbak. 
In vergelijking met andere tweetaktauto's uit die tijd, zoals Wartburg of  Trabant, had de motor erg stille en trillingsarme loop. Een andere tekortkoming van het tweetaktprincipe kwam echter des te duidelijker naar voren bij de DKW Junior: het hoge brandstofverbruik voor een auto van deze klasse, dat bij normaal rijgedrag op 8,5 tot 11,5 liter per 100 km bedroeg. 
De carrosserie stond op een chassis. Sommige onderdelen, zoals de spatborden, waren geschroefd en daardoor gemakkelijk te vervangen. De voorwielophanging bestond uit dubbele draagarmen met verstelbare torsieveren onderaan en telescopische schokdempers. Aan de achterzijde was het een aan twee draagarmen en een schuine panhardstang geleide starre as met een dwarsliggende torsieveer en telescopische schokdempers. Om het onafgeveerde gewicht laag te houden, zaten de voorste remtrommels aan de binnenkant van de versnellingsbak. Ribben of kleine bladen rond de zogenaamde turbotrommels moesten de koeling verbeteren. Net als de grotere DKW-modellen had de Junior ook tandheugelbesturing. Het chassis was onderhoudsintensief en moest om de 7.500 km op 40 plaatsen worden gesmeerd. 
Met de carrosserie van de Junior in trapeziumvorm verliet Auto Union de afgeronde stroomlijnvorm van de DKW-personenauto's, die nog baseerden op een vooroorlogse constructie. De Junior had duidelijke staartvinnen en zijpanelen die in een bijna rechte lijn tot boven de koplampen waren doorgetrokken. Het model werd alleen geleverd als tweedeurs, bood relatief veel binnenruimte en, niet in de laatste plaats dankzij de smalle raamstijlen, een zeer goed overzicht. Bovendien was er een grote kofferbak waarin aan de rechterkant het reservewiel was geplaatst en niet onder de bagage, zoals bij de oudere modellen. De brandstoftank bevond zich onder de kofferbak achter de achteras. Nadelig was de hoge luchtweerstand. 
De uitrusting van de Junior omvatte een stuur met een verzonken naaf, stuurversnelling voor de volledig gesynchroniseerde vierversnellingsbak, een schokabsorberend dashboard en lichtsignaal. In de advertenties werd ook de hoedenplank "van bijna een halve vierkante meter"getoond. Een stalen schuifdak en de Saxomat-automatische koppeling waren tegen meerprijs leverbaar. Nadelig waren de voorstoelen waarvan de rugleuningen niet afzonderlijk konden worden versteld.

### Junior de Luxe
Op de IAA 1961 presenteerde Auto Union de herziene DKW Junior de Luxe, die met name verschilde van het basismodel door de duidelijk naar voren geplaatste koplampen. Hij was enerzijds bedoeld als opvolger en anderzijds als een luxere variant van de oorspronkelijke Junior, onder andere met uitzetbare tochtramen in de deuren, een motorkap die van binnenuit kon worden ontgrendeld en een chromen sierlijst aan de zijkant. 
De cilinderinhoud van de motor was vergroot tot 796 cm³ (boring × slag = 70,5 × 68 mm), het vermogen bleef ongewijzigd op 34 pk. Verder kreeg hij zoals ook de Auto Union 1000 een mengsmeerautomaat die in de DKW Junior vanaf dat moment tegen meerprijs optioneel verkrijgbaar was. De olie hoefde niet langer in de juiste verhouding aan de benzine te worden toegevoegd, zoals bij tweetaktmotoren gebruikelijk, maar werd vanuit een aparte olietank naar de cilinders geleid, afhankelijk van de belasting van de motor. Hierdoor werd minder olie verbrand en de rook- en geurhinder verminderd. 
De Junior de Luxe werd slechts twee jaar gebouwd, in 1963 werd hij vervangen door de F11/F12, een doorontwikkeling op basis van de Junior.

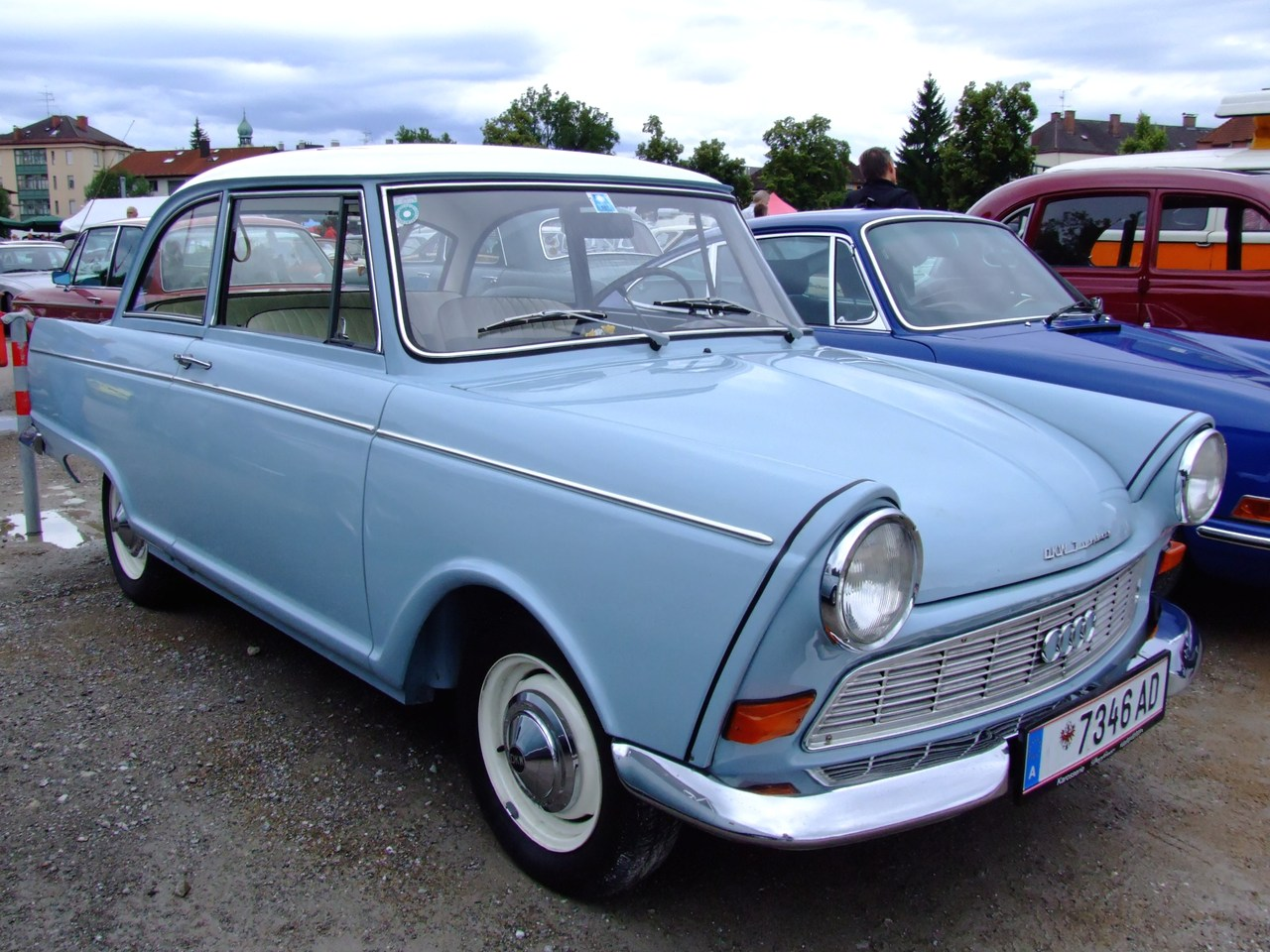
DKW Junior de Luxe
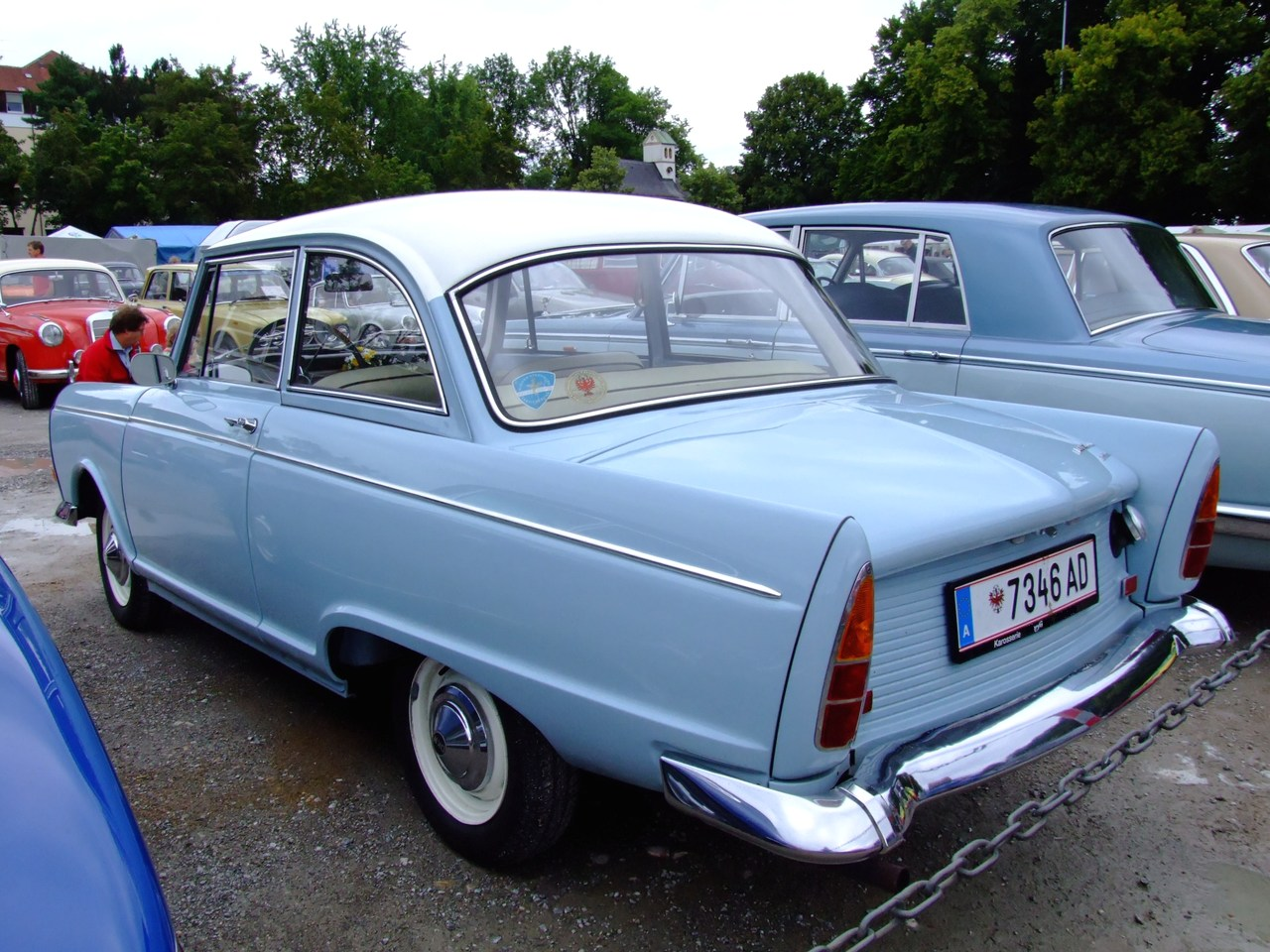
DKW Junior de Luxe, achterzijde
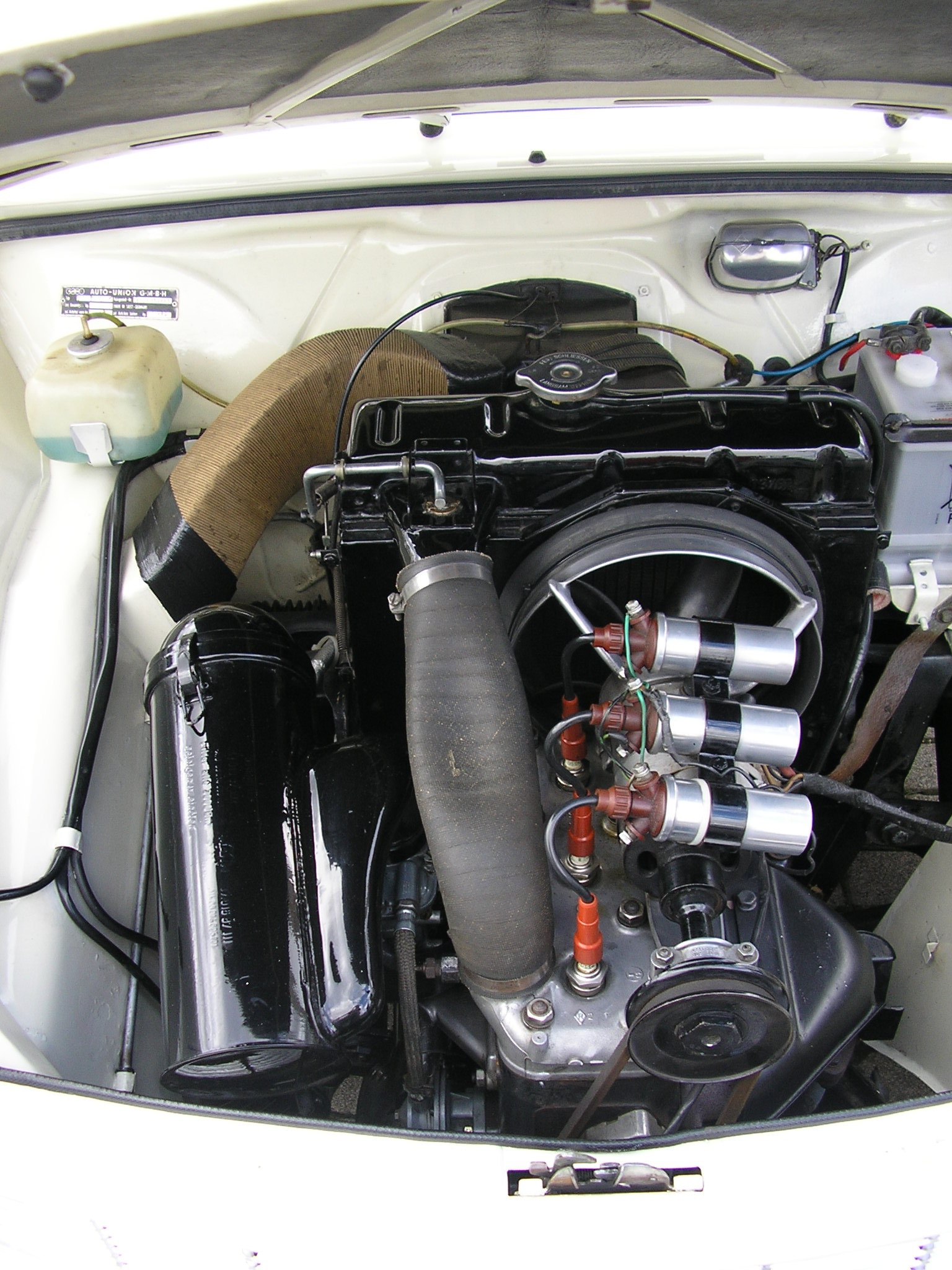
DKW Junior de Luxe, motor (1963)
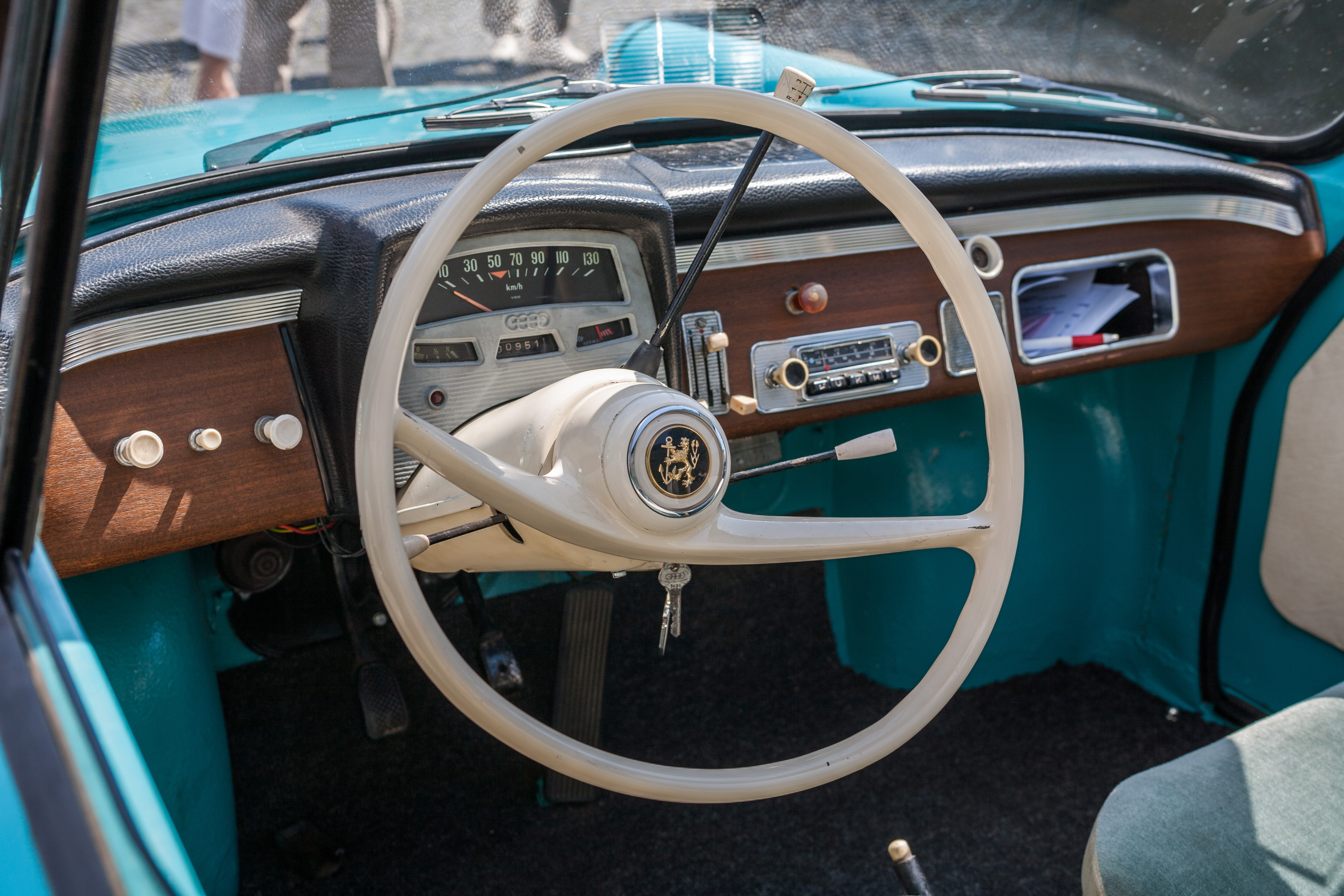
DKW Junior, dashboard

Modellen voor 1945:
Type P · 
4=8 (V 800/V 1000/Sonderklasse/Schwebeklasse) · 
F1 · 
F2 · 
F4 · 
F5 · 
F7 · 
F8 · 
F9 (prototype)
Modellen na 1945:
F10 · 
Meisterklasse (F89) · 
Sonderklasse (F91) · 
3=6 (F93/94) · 
Monza · 
Junior · 
F11/F12 · 
F102
Terrein- en bedrijfswagens:
Munga (F91/4) · 
DKW Schnellaster · 
DKW F 1000 L
Merknaam Auto Union:
1000 · 
1000 Sp
Afgeleide modellen:
IFA F8 · 
IFA F9 · 
Audi F103